# Єльняки (Калінінградська область)
Єльняки (рос. Ельняки) — селище Гвардійського міського округу, Калінінградської області Росії. Входить до складу Знаменського сільського поселення.
Населення — 153 особи (2015 рік).

## Населення
| 2010 |
| ---- |
| 153  |